# Pietroasa (Bihor)
Pietroasa é uma comuna romena localizada no distrito de Bihor, na região histórica da Crișana (parte da Transilvânia). A comuna possui uma área de 205.35 km² e sua população era de 3311 habitantes segundo o censo de 2007.